# 天主教托伦教区
天主教托倫教區（拉丁語：Dioecesis Thoruniensis）是波蘭一個羅馬天主教教區。教座位於托倫。屬格但斯克總教區。1992年3月25日由教宗若望保祿二世升為教區。
2011年，在當地618,384人口中，有教友577,081人，佔轄區總人口93.3%、194個堂區、486名司鐸、105名修士、258名修女。現任主教為安德肋·蘇斯基。